# 임페리얼 브랜즈

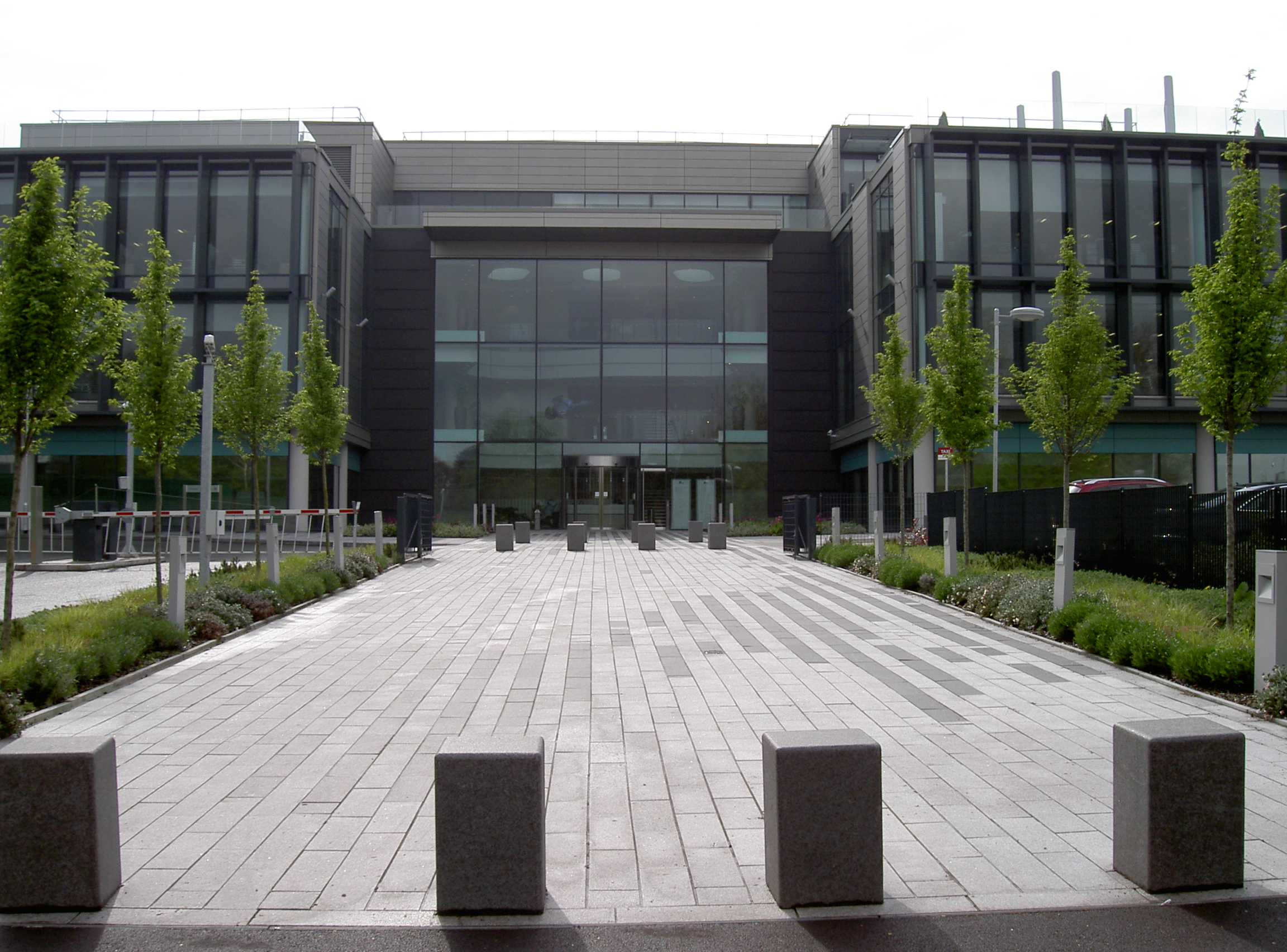
임페리얼 브랜즈 사무소 (2014년 4월 브리스틀)

임페리얼 브랜즈(Imperial Brands, 이전 사명: 임페리얼 토바코 그룹/Imperial Tobacco Group plc)는 잉글랜드 브리스틀에 본사를 둔 영국의 다국적 담배 기업이다. 시장 점유율을 기준으로 보면 필립 모리스 인터내셔널, 브리티쉬 아메리칸 토바코, 일본담배산업에 이어 세계에서 4번째로 큰 국제적인 담배 회사이며 세계 최대의 가느다란 담배 및 담배 페이퍼 생산 기업이다.
임페리얼 브랜즈는 매년 3200억 개 이상의 담배를 생산하며 전 세계에 51개 공장을 보유하고 있고 160개국 이상에서 제품이 판매된다. 브랜드에는 다비도프, 웨스트, 몬테크리스토, 골든 버지니아, 드럼, 리즐라 등이 포함된다.
임페리얼 브랜즈는 런던 증권거래소에 상장되어 있으며 FTSE 100 지수의 일부이다.
브리티쉬 아메리칸 토바코의 캐나다 자회사 임페리얼 토바코 캐나다는 임페리얼 브랜즈와 아무런 관계가 없다.
1901년 "임페리얼 타바코 컴퍼니"라는 사명으로 설립되었다. 2016년 2월, 임페리얼은 자사를 담배와 거리를 두기 위해 사명을 "임페리얼 브랜즈"로 변경하였다.